# Culisele varieteului
Culisele varieteului  (titlul original: în germană Drei vom Varieté) este un film dramatic vest-german, realizat în 1954 de regizorul Kurt Neumann, după romanul Der Eid des Stephan Huller al scriitorului Felix Hollaender. Ingrid Andree o interpretează pe tânăra artistă Jeanine, care este hărțuită de colegul ei Renato, deși ea încearcă să-i arate clar că aparține soțului ei Alexis (Erich Schellow). 

## Conținut
Jeanine Wagner, soțul ei Alexis și Renato Oscar sunt vedetele circului Varieté Royal sub numele „Die 3 Loopings”. Un salt cu ochii legați, realizat pentru prima dată, îi catapultează pe cei trei și mai sus în atemția publicului.
Mereu Jeanine are probleme cu Renato, care s-a îndrăgostit de ea și o urmărește cu sentimentele sale.
El ignoră cererile ei de a nu face acest lucru, fiind convins că el și Jeanine aparțin unul altuia. În seara spectaculosului salt, el o atrage pe tânără într-o cameră și încuie ușa.
Din nou se comportă insistent și încearcă chiar să o îmbrțișeze pe Jeanine și să o sărute.
El ignoră avertismentul ei de a descuia ușa și de a o lăsa să plece, după care Jeanine pune mâna pe o armă și îl împușcă...

## Distribuție
- Ingrid Andree – Jeanine Wagner
- Erich Schellow – Alexis Wagner
- Franco Andrei – Renato Oscar
- Peter Pasetti – Luigi Borella
- Paul Dahlke – Stobrowski, Agent
- Mady Rahl – Valerie Latour
- Heinz Engelmann – Charles Latour
- Walter Janssen – Timm Broders
- Willy Maertens – Gerichtsvorsitzender
- Robert Meyn – Jeanines Verteidiger
- Oskar Dimroth – Staatsanwalt
- Karin Remsing – Vera, Artistin
- Linda Caroll – Germaine, Sängerin
- Günther Jerschke – Schumann, Inspizient
- Kurt Fuss – Zirkusdirektor
- Gert Schäfer –
- Eugen Dumont – Mahnke, Pförtner
- Eberhard Itzenplitz –
- Holger Hagen – Artist mit Affe
- Paul Hühn –
- Fritz Schmiedel –

## Trivia
Romanul Der Eid des Stephan Huller al scriitorului Felix Hollaender a fost de nenumărate ori ecranizat. De notorietate internațională a fost ecranizarea din 1925 a regizorului Ewald André Dupont.
- 1912: Der Eid des Stephan Huller (regia Viggo Larsen), cu Viggo Larsen
- 1921: Der Eid des Stephan Huller (regia Reinhard Bruck), cu Carl de Vogt
- 1925: Varieté (regia Ewald André Dupont), cu Emil Jannings și Lya de Putti
- 1935: Varietés (regia Nicolas Farkas), cu Jean Gabin, Annabella și Fernand Gravey (Felix Hollaender nu a fost menționat ca autor)
- 1936: Three Maxims (regia Herbert Wilcox), cu Anna Neagle (Felix Hollaender nemenționat ca autor)
- 1954: Culisele varieteului (regia Kurt Neumann)